# Kurt Vonnegut

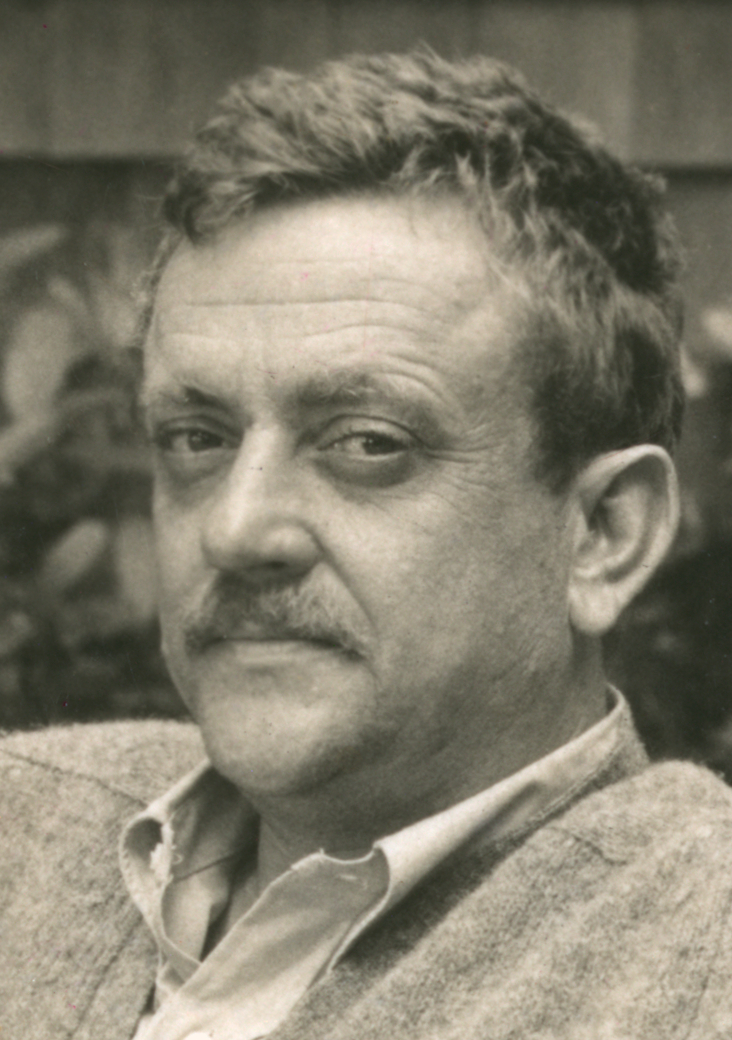
Kurt Vonnegut, 1971

Kurt Vonnegut, Jr. (* 11. November 1922 in Indianapolis; † 11. April 2007 in New York) war ein US-amerikanischer Schriftsteller, der unter anderem durch seine satirischen Science-Fiction-Romane bekannt wurde.

## Leben
Kurt Vonneguts Eltern waren der Architekt Kurt Vonnegut und Edith Vonnegut, geborene Lieber, die Tochter eines Bierbrauers. Beide Eltern entstammten deutschen Familien, die aus dem westfälischen Münsterland in die USA eingewandert waren. Kurt hatte zwei ältere Geschwister, Bernard (1914–1997) und Alice André (1917–1958).
Vonnegut besuchte von 1936 bis 1940 die Shortridge High School in Indianapolis und sammelte erste schriftstellerische Erfahrungen an der Schülerzeitung The Shortridge High School Echo. Anschließend studierte er Biochemie an der Cornell University und arbeitete in dieser Zeit als Redakteur und Kolumnist für die Collegezeitung Cornell Sun.

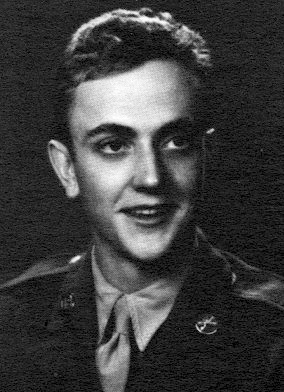
Kurt Vonnegut in der Uniform der U.S. Army, um 1944

Anfang 1943 meldete er sich als Freiwilliger zur U.S. Army. Kurz bevor Vonnegut nach Europa verlegt wurde, nahm sich seine Mutter wegen Depressionen das Leben. Im Dezember 1944 diente er in der 106. Infanteriedivision als Soldat in einer Aufklärungseinheit während der Ardennenoffensive. Die angesichts eines Durchschnittsalters von 22 Jahren unerfahrenen Einheiten der 106. Infanteriedivision wurden dabei teilweise aufgerieben. Am 22. Dezember 1944 geriet Vonnegut in deutsche Kriegsgefangenschaft und erlebte vom 13. bis 15. Februar 1945 die Luftangriffe auf Dresden und die Zerstörung der Stadt durch alliierte Bomber. Er überlebte die Bombardements im Keller unter dem Schlachthof Dresden. Diese ihn prägenden Erlebnisse verarbeitete er in seinem bekanntesten Roman Slaughterhouse Five (Schlachthof 5 oder Der Kinderkreuzzug).
Nach der Rückkehr aus dem Krieg heiratete er am 14. September 1945 seine Jugendfreundin Jane Cox, spätere Yarmolinsky (* 1922 in Indianapolis; † 19. Dezember 1986 in Washington, D.C.). Er kannte sie seit der gemeinsamen Zeit im Kindergarten. Vonnegut begann ein Studium der Anthropologie an der Universität Chicago. Daneben arbeitete er als Polizeireporter und ab 1947 in der Public-Relations-Abteilung von General Electric in Schenectady. 1951 kündigte er die Stelle, um fortan als freier Schriftsteller zu leben. Mehrere Kurzgeschichten und Erzählungen konnte er an US-Zeitschriften verkaufen, im August 1952 erschien sein erster Roman Player Piano mit einer Startauflage von 7.600 Stück. 1954 kaufte Vonnegut für sich und seine Familie auf der Halbinsel Cape Cod ein großes, 200 Jahre altes Haus in West Barnstable, in der Scudder Lane an der Ecke zur Route 6A, wo er bis 1973 überwiegend lebte.
Am 15. September 1958 kam es zu einer dramatischen Zäsur: Vonneguts Schwager, James Carmalt Adams, Jr. kam beim Eisenbahnunfall an der Newark Bay (44 Tote) ums Leben, wenige Stunden später starb dessen Frau, Vonneguts Schwester Alice, an Krebs. Vonnegut und seine Frau Jane entschlossen sich daraufhin, alle vier Kinder der Familie Adams zu sich zu nehmen und zu adoptieren. Die äußerst aufreibende, aber auch sehr glückliche Zeit mit den nun sechs Kindern schilderte Jane später ausführlich in ihren posthum erschienenen Erinnerungen.
Nachdem Vonneguts erste Romane nur eine vergleichsweise geringe Auflage erreicht hatten, gestaltete sich Slaughterhouse Five (1969), in dem er das Bombardement Dresdens verarbeitete, zu einem enormen Erfolg. Der Roman startete im März 1969 mit einer Auflage von 10.000 Stück, die in wenigen Tagen vergriffen waren, so dass zahlreiche weitere Auflagen folgten. Er wurde in viele Sprachen übersetzt, verfilmt und bald zu einem wichtigen Schlüsselwerk des Pazifismus, insbesondere bei den Gegnern des Vietnam-Kriegs. Das Werk erschien auch in der Sowjetunion, der Tschechoslowakei sowie in der DDR. In späteren Romanen profilierte sich der überzeugte Sozialist als erbitterter Gegner der Kriegspolitik von US-Präsident George W. Bush.
1971 ließen sich Vonnegut und seine Frau Jane scheiden. Sie heiratete später den namhaften Wissenschaftler und Politiker Adam Yarmolinsky (1922–2000).

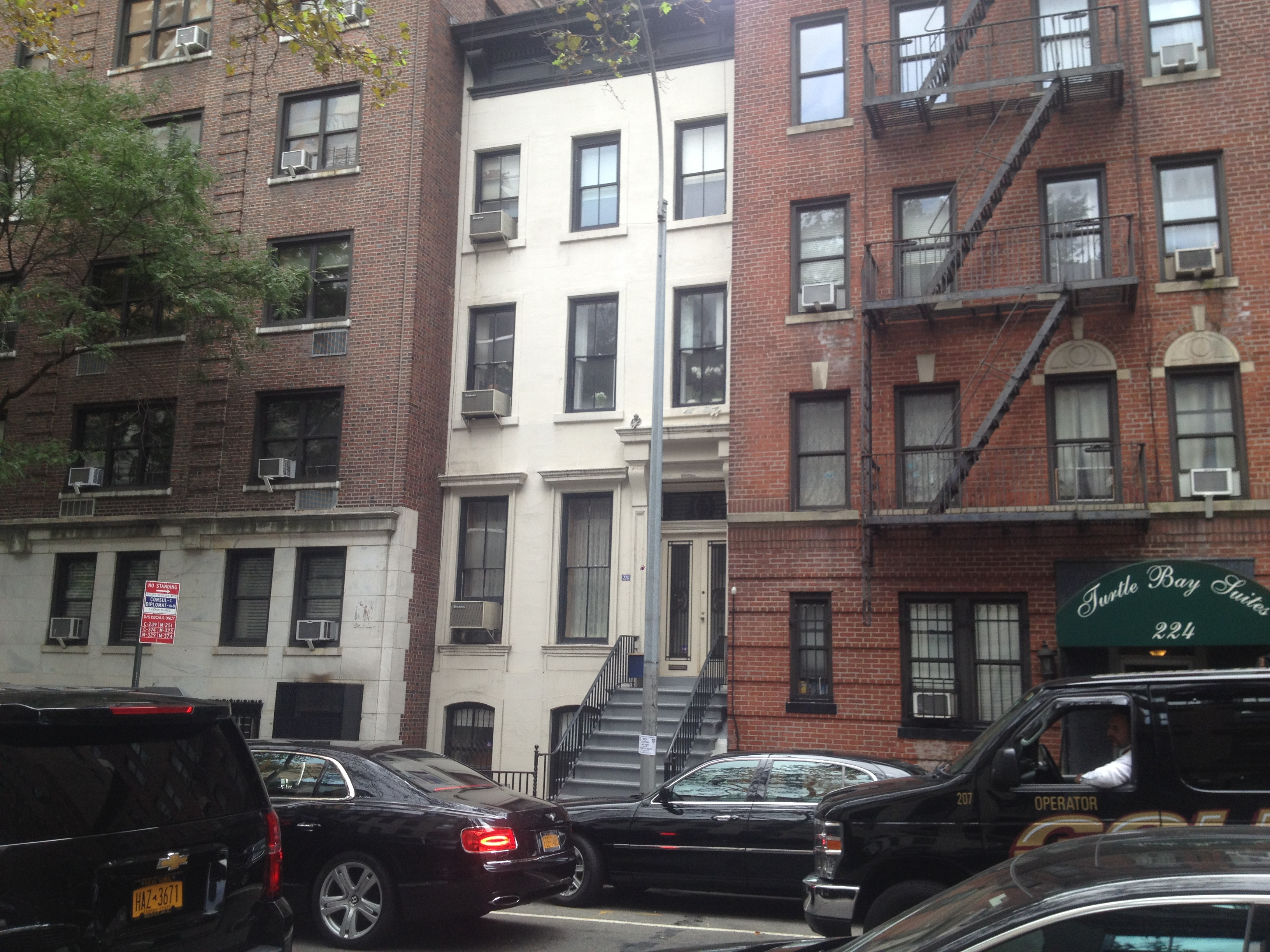
New York, 228 East 48th Street (Mitte), Kurt Vonneguts Haus, 1973 bis 2007

Die Einnahmen aus seinem schriftstellerischen Schaffen versetzten Vonnegut schließlich in die Lage, sein Haus in Barnstable aufzugeben und sich dafür im Herbst 1973 ein Haus in Manhattan zu kaufen, einen 1860/61 entstandenen Backsteinbau in 228 East 48th Street, unweit vom UN-Hauptquartier. Dort lebte er die folgenden 34 Jahre bis zu seinem Tod. Ein weiteres Haus, das hauptsächlich als Sommersitz diente, erwarb er 1979 in Sagaponack, 620 Sagg Main Street, einem kleinen Ort in den Hamptons. Zu dem 1740 auf einem großen Anwesen errichteten Gebäude gehörte eine Scheune, die der Vorbesitzer, der Künstler Frank Stella, als Atelier genutzt hatte. Sie spielt eine zentrale Rolle in Vonneguts Roman Blaubart (1987), der in der Welt der Künstler des abstrakten Expressionismus spielt. Am 24. November 1979 heiratete er in der New Yorker Methodistenkirche an der 60th Street Ecke Park Avenue in zweiter Ehe die auf Schriftstellerporträts spezialisierte Fotojournalistin Jill Krementz (* 1940), mit der er bereits 15 Jahre zusammengelebt hatte.
Kurt Vonnegut starb am Abend des 11. April 2007 an den Folgen einer Kopfverletzung, die er sich bei einem Sturz in seinem New Yorker Haus zugezogen hatte. Er hinterließ seine zweite Ehefrau, Jill Vonnegut geb. Krementz, und sieben Kinder, die er mit großgezogen hatte. Drei stammten aus seiner ersten Ehe mit Jane Cox, drei weitere von ihm adoptierte Kinder stammten aus der Ehe seiner 1958 an Krebs gestorbenen Schwester Alice, eines war die mit Krementz gemeinsam adoptierte Tochter.
Sein Bruder Bernard Vonnegut war Meteorologe und Erfinder des Wolkenimpfens mit Silberjodid, als er bei General Electric war, wo auch Irving Langmuir daran gearbeitet hatte. Kurt Vonnegut, der zeitweise für die Public-Relations-Abteilung von General Electric arbeitete, diente dies als Material für das Thema einer Modifikation von Wasser (Ice-nine) in seinem Roman Cat’s Cradle.

## Künstlerisches Schaffen

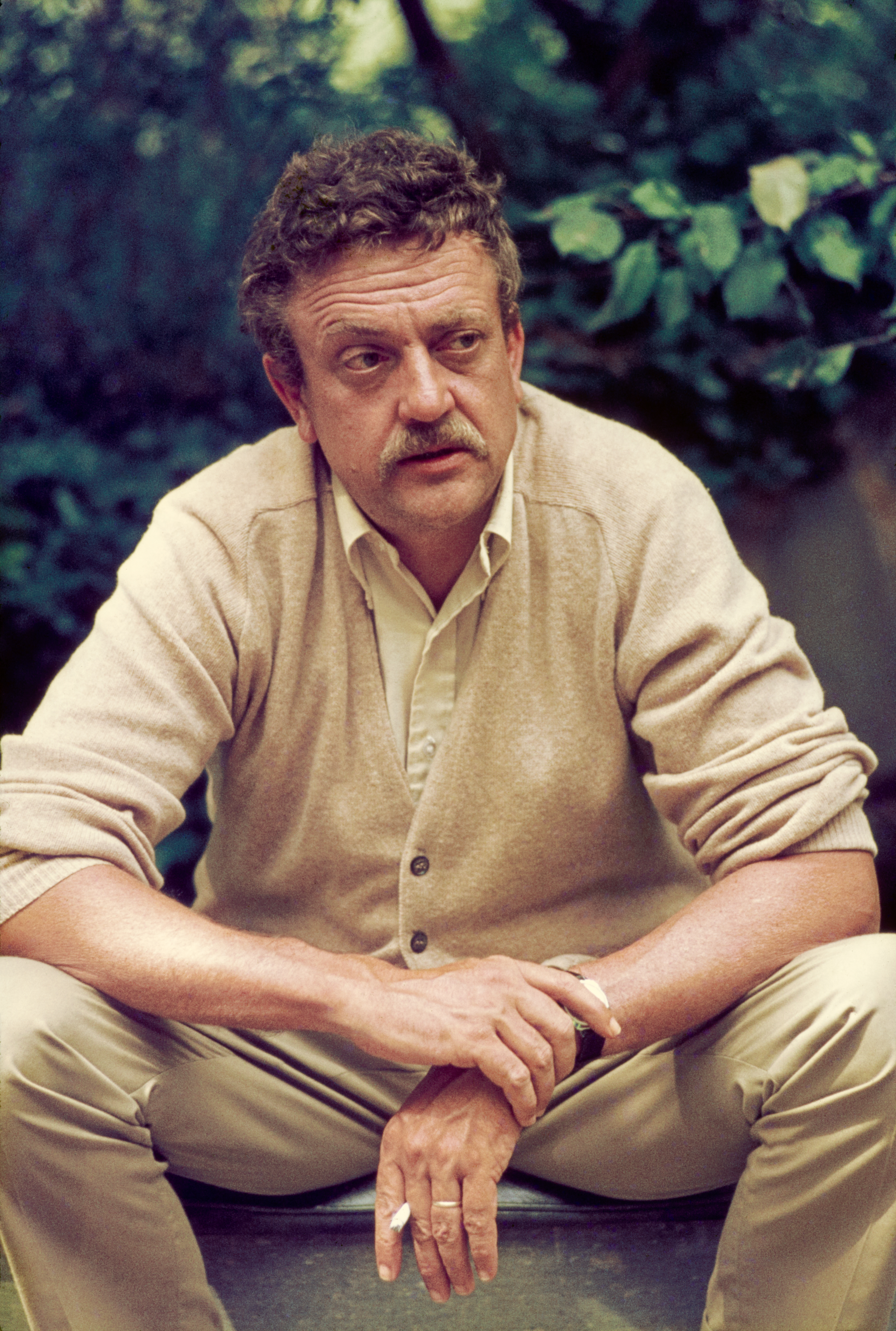
Vonnegut (1965)

Vonnegut sah sich als legitimer Nachfahre von Mark Twain, was er schon durch seine äußere Erscheinung zu erkennen gab. Auch gab er seinem ersten Sohn, der 1947 geboren wurde, den Namen Mark. Sein stark philosophisch geprägtes Werk kombiniert auf originelle Weise satirische Elemente mit Science-Fiction, wobei seine Romane vergleichsweise kurz sind. Die Originalausgabe von Slaughterhouse Five umfasst beispielsweise nur 186 Seiten. Kennzeichnend ist daneben eine äußerst einfache Sprache, die teilweise an die Sprache von Kindern erinnert. Außerdem lockert er seine Texte gern mit eigenen, humorvollen Illustrationen auf, die ebenfalls äußerst schlicht gehalten sind. Wichtiges Stilmittel ist mitunter die häufige, refrainartige Wiederholung einer sprichwörtlichen Redewendung. So beschließt er in Slaughterhouse Five viele Abschnitte mit dem lakonischen Spruch „So it goes“ („Wie das so ist“), der an das in Gebeten verwendete „Amen“ gemahnt.
Der Schriftsteller war nicht religiös, sondern stammte aus einer Familie mit langer Freidenkertradition. Er war Ehrenpräsident der American Humanist Association und gehörte zu den Erstunterzeichnern des Humanistischen Manifests III. In Vonneguts Romanen finden sich aber immer wieder Auseinandersetzungen mit der Religion, die er infrage stellte oder gar ad absurdum führte, auf grundlegende Weise erstmals in seinem Frühwerk The Sirens of Titan (1959).
Der Atheist und Humanist Vonnegut sah in der Religion einen Versuch der Menschen, ihre Einsamkeit zu überwinden. Gegen die Einsamkeit, die zuletzt die Kleinfamilie zerstört, setzte Kurt Vonnegut in dem Roman Slapstick die Utopie einer (künstlichen) Großfamilie. Kurt Vonnegut äußerte sich skeptisch über das Gelingen der Liebe und deren Wohltaten. Die Menschen brauchten nach seiner Auffassung weniger Liebe als vielmehr allgemeinen Anstand im Umgang miteinander.
In manchen Geschichten taucht sein fiktives Alter Ego Kilgore Trout auf. Das reale Vorbild für Trout war vermutlich der mit Vonnegut befreundete Science-Fiction-Schriftsteller Theodore Sturgeon. Hatte Vonnegut einige unausgereifte Ideen oder Geschichtsfragmente, die ihm zu skurril geraten waren, zu Papier gebracht, schrieb er sie gerne dem „längst vergriffenen Science-Fiction-Autor Kilgore Trout“ zu. Spekulationen zufolge leitet sich Kill-Gore-Trout (zu deutsch quasi: Schlachte die Forelle aus) von einer in Timequake beschriebenen Anekdote um Hemingways Der alte Mann und das Meer ab, doch ist auch die Verbindung sturgeon-trout, auf Deutsch Stör bzw. Forelle naheliegend. In Alan Rudolphs Filmadaption von Breakfast of Champions wird Kilgore Trout von Albert Finney dargestellt.
Die Idee des Kilgore Trout wurde ebenfalls vom Autor Philip José Farmer in dem Roman Venus on the Half-Shell (deutsch Die Geburt der Venus) aufgegriffen, den er unter diesem Namen schrieb.
Sein erster Roman Player Piano (1952) gilt als wichtiges Werk unter den Dystopien.

## Sonstiges
Die Songtexte zu den Liedern Happiness by The Kilowatt, It Was Fear of Myself That Made Me Odd und Teilstücke von No Transitory der kanadischen Post-Hardcore-Band Alexisonfire basieren auf dem Sammelband Welcome to the Monkey House (1950–1968). Rezipiert wurden die Kurzgeschichten The Euphio Question/More Stately Mansions, Report on the Barnhouse Effect und Tomorrow and Tomorrow and Tomorrow.
Der Titel des Liedes Star Shaped vom Album Modern Life Is Rubbish der britischen Band Blur ist Vonneguts Roman Breakfast of Champions entliehen.
Im Jahr 1997 wurde ein von der Journalistin Mary Schmich verfasster Text für die Chicago-Tribune-Kolumne, der später als „Sunscreen Speech“ bekannt wurde, durch einen Internetkettenbrief fälschlicherweise Kurt Vonnegut als Urheber zugeschrieben. Dieser Text entwickelte sich in einer Vertonung von Baz Luhrmann mit dem Titel Everybody’s Free (To Wear Sunscreen) 1999 zum Charthit.

## Werke (Auswahl)

### Romane
- Player Piano (1952)
  - Deutsch: Das höllische System. Übersetzt von Wulf Bergner. Heyne, München 1964. Auch: Goldmann TB #9174, 1988, ISBN 3-442-09174-8.
- The Sirens of Titan (1959)
  - Deutsch: Die Sirenen des Titan. Übersetzt von Harry Rowohlt. Piper, München 1979, ISBN 3-492-02437-8. Auch: rororo #5318, 1984, ISBN 3-499-15318-1. Auch als: Heyne, München 2023, ISBN 978-3-453-32258-5.
- Mother Night (1962)
  - Deutsch: Mutter Nacht. Übersetzt von Klaus Hoffer. Piper, München 1988, ISBN 3-492-10875-X.
- Cat’s Cradle (1963)
  - Deutsch: Katzenwiege. Übersetzt von Michael Schulte. Piper, München 1985, ISBN 3-492-02531-5. Auch: rororo #12449, 1989, ISBN 3-499-12449-1.
- God Bless You, Mr. Rosewater (1965)
  - Deutsch: Gott segne Sie, Mr. Rosewater. Übersetzt von Joachim Seyppel. Bertelsmann, Gütersloh 1968. Auch: rororo #1698, 1974, ISBN 3-499-11698-7.
- Slaughterhouse Five or The Children’s Crusade (1969)
  - Deutsch: Schlachthof 5 oder Der Kinderkreuzzug. Übersetzt von Kurt Wagenseil. Hoffmann & Campe, Hamburg 1970, ISBN 3-455-07955-5. Neuübersetzung von Gregor Hens: Hoffmann & Campe, Hamburg 2016, ISBN 978-3-455-40555-2.
- Breakfast of Champions (1973)
  - Deutsch: Frühstück für starke Männer. Übersetzt von Kurt Heinrich Hansen. Hoffmann & Campe, Hamburg 1974, ISBN 3-455-07952-0. Auch: rororo #4047, 1977, ISBN 3-499-14047-0.
- Slapstick or Lonesome No More (1976)
  - Deutsch: Slapstick oder Nie wieder einsam. Übersetzt von Michael Schulte. Piper, München & Zürich 1977, ISBN 3-492-02289-8. Auch: rororo #4502, ISBN 3-499-14502-2.
- Jailbird (1979)
  - Deutsch: Galgenvogel. Übersetzt von Klaus Hoffer. Piper, München 1980, ISBN 3-492-02611-7. Auch: rororo #5423, 1984, ISBN 3-499-15423-4.
- Deadeye Dick (1982)
  - Deutsch: Zielwasser. Übersetzt von Lutz-W. Wolff. Goldmann TB #8633, 1987, ISBN 3-442-08633-7.
- Galapagos (1985)
  - Deutsch: Galapagos. Übersetzt von Lutz-W. Wolff. Bertelsmann, München 1987, ISBN 3-570-02550-0. Auch: Goldmann TB #9624, 1990, ISBN 3-442-09624-3.
- Bluebeard (1987)
  - Deutsch: Blaubart. Übersetzt von Lutz-W. Wolff. Bertelsmann, München 1989, ISBN 3-570-00916-5. Auch: Goldmann TB #9926, 1991, ISBN 3-442-09926-9.
- Hocus Pocus (1990)
  - Deutsch: Hokus Pokus oder Wohin so eilig? Übersetzt von Lutz-W. Wolff. Goldmann TB #41155, 1992, ISBN 3-442-41155-6.
- Timequake (1997)
  - Deutsch: Zeitbeben. Übersetzt von Harry Rowohlt. Hanser, München 1998, ISBN 3-446-19508-4. Auch: Goldmann TB #44507, 2000, ISBN 3-442-44507-8.
- A Man Without a Country (2005)
  - Deutsch: Mann ohne Land. Übersetzt von Harry Rowohlt. Pendo, München 2006, ISBN 978-3-86612-077-8. Auch: Mann ohne Land. Erinnerungen eines Ertrinkenden. Piper, München u.#8239;a.  2007, ISBN 978-3-492-24928-7.

### Kurzgeschichtensammlungen
- Canary in a Cat House (1961)
- Welcome to the Monkey House (1968, darin: Harrison Bergeron)
  - Deutsch: Geh zurück zu deiner lieben Frau und deinem Sohn. Übersetzt von Kurt Wagenseil u. a. Hoffmann & Campe, Hamburg 1974, ISBN 3-455-07953-9. Auch als: rororo #1756, 1974, ISBN 3-499-11756-8.
- Happy Birthday, Wanda June (1970)
- Between Time and Timbuktu (1972)
- Sun Moon Star (1980)
- Bagombo Snuff Box (1997)
  - Deutsch: Suche Traum, biete mich: Verstreute Kurzgeschichten. Übersetzt von Harry Rowohlt. Hanser, München & Wien 2001, ISBN 3-446-20062-2.
- God Bless You, Dr. Kevorkian (1999)
  - Deutsch: Gott segne Sie, Dr. Kevorkian: Rundfunkreportagen aus dem Jenseits. Übersetzt von Harry Rowohlt. Hanser, München 2004, ISBN 3-446-20468-7.
- Armageddon in Retrospect (2008, Kurzgeschichten und Essays)
  - Deutsch: Der taubenblaue Drache: Schöne Geschichten. Übersetzt von Harry Rowohlt. Kein & Aber, Zürich 2009, ISBN 978-3-03-695539-1.
- Look at the Birdie (2009)
  - Deutsch: Ein dreifach Hoch auf die Milchstrasse! Vierzehn unveröffentlichte Geschichten und ein Brief. Übersetzt von Harry Rowohlt. Kein & Aber, Zürich 2010, ISBN 978-3-0369-5576-6.
- While Mortals Sleep (2011)
  - Deutsch: Hundert-Dollar-Küsse: Sechzehn unveröffentlichte Geschichten. Übersetzt von Harry Rowohlt. Kein & Aber, Zürich 2013, ISBN 978-3-0369-5624-4.
- We Are What We Pretend to Be (2012)
- Sucker’s Portfolio (2013)
- Complete Stories. Hrsg. von  Jerome Klinkowitz und Dan Wakefield, mit einem Vorwort von Dave Eggers. Seven Stories Press, New York 2017, ISBN 978-1-6098-0808-2.

### Essays und sonstige Prosa
- Wampeters, Foma and Granfalloons (1974)
- Palm Sunday (1981)
  - Deutsch: Das Nudelwerk: Reden, Reportagen, kurze Texte: 1965 – 1980. Übersetzt von Klaus Birkenhauer. Straelener Manuskript-Verlag, Straelen 1992, ISBN 3-89107-033-0. Auch als: Das Nudelwerk: Niederschriften. Reclams Universal-Bibliothek #1513, 1994, ISBN 3-379-01513-X.
- Nothing Is Lost Save Honor: Two Essays (1984)
- Fates Worse Than Death (1991)
  - Deutsch: Dann lieber gleich tot: Eine autobiographische Collage der achtziger Jahre. Übersetzt von Klaus Birkenhauer. Straelener Manuskript-Verlag, Straelen 1993, ISBN 3-89107-035-7.
- A Man Without a Country (2005)
  - Deutsch: Mann ohne Land. Übersetzt von Harry Rowohlt. Pendo, München & Zürich 2006, ISBN 3-86612-077-X. Auch als: Piper TB #4928, 2007, ISBN 978-3-492-24928-7.
- Kurt Vonnegut: The Cornell Sun Years 1941–1943 (2012)
- If This Isn't Nice, What Is? Advice to the Young (2013)
- Vonnegut by the Dozen (2013)

### Dramen
- Happy Birthday, Wanda June. Dell, New York 1970.
  - Deutsch: Halali-Luja!!! Stück in 3 Akten. Übersetzung und Bearbeitung für die Bühne von Ruth und Rick Mueller. Vertriebsstelle und Verlag deutscher Bühnenschriftsteller und Bühnenkomponisten, Norderstedt ca. 1975 (nicht im Buchhandel).

### Gespräche
- William Rodney Allen (Hrsg.): Conversations with Kurt Vonnegut. University Press of Mississippi, Jackson 1988, Digitalisat.
- Lee Stringer: Like Shaking Hands with God: A Conversation about Writing. Summit Books, New York 1990.
- Tom McCartan (Hrsg.): Kurt Vonnegut: The Last Interview, and Other Conversations. Melville House Publishing, New York 2011, Digitalisat.

### Briefe
- Dan Wakefield (Hrsg.): Kurt Vonnegut: Letters. Delacorte Press, New York 2012, ISBN 978-0-385-34375-6.

## Filmografie
Verfilmungen
- 1971: Schlachthof 5 – Regie: George Roy Hill, mit Michael Sacks.
- 1971: Happy Birthday, Wanda June – Regie: Mark Robson, mit Rod Steiger.
- 1982: Slapstick – Regie: Steven Paul, mit Jerry Lewis und Marty Feldman.
- 1995: Harrison Bergeron – IQ Runner – Regie: Bruce Pittman.
- 1996: Schatten der Schuld – Regie: Keith Gordon, mit Nick Nolte.
- 1999: Breakfast of Champions – Frühstück für Helden – Regie: Alan Rudolph, mit Bruce Willis, Albert Finney und Nick Nolte.

Schauspieler
- 1986: Mach’s noch mal, Dad / Orig.: Back to School (Kurzauftritt als er selbst) – Regie: Alan Metter.

## Oper
- Hans-Jürgen von Bose: Schlachthof 5. Oper in zwei Teilen, Libretto vom Komponisten. Uraufführung: Bayerische Staatsoper, 1. Juli 1996, Inszenierung Eike Gramss, Bühnenbild Gottfried Pilz.

## Hörbuch/Hörspiel
- Kurt Vonnegut: Zeitbeben. Lesung von Harry Rowohlt, incl. Interview von Denis Scheck mit Kurt Vonnegut. Produktion Deutschland Radio 1998. Der Hörverlag, München 1999, ISBN 3-89584-735-6.
- Kurt Vonnegut: Gott segne Sie, Dr. Kevorkian. Lesung von Dietmar Mues. Patmos Verlag, Düsseldorf 2005, ISBN 3-491-91183-4
- Kurt Vonnegut: Schlachthof 5. Lesung von Jan Josef Liefers, Produktion RBB 2004, Der Audio Verlag, Berlin 2005, ISBN 3-89813-397-4
- Kurt Vonnegut: Mann ohne Land. Lesung von Harry Rowohlt. Produktion MDR / Hörbuch Hamburg 2006, Hörbuch Hamburg HHV, Hamburg 2007, ISBN 978-3-89903-297-0.
- Kurt Vonnegut: Am einen Ende ein Feuer und am andern Ende ein Narr. Hörspiel. Christoph Merian Verlag, Basel 2008, ISBN 978-3-85616-392-1.

## Auszeichnungen
- 1973: Mitglied der American Academy of Arts and Letters
- 1973: Mitglied der American Academy of Arts and Sciences
- 1973: Seiun-Preis, für die japanische Übersetzung von The Sirens of Titan
- 1991: Premio Mondello
- 2015: postume Aufnahme in die Science Fiction Hall of Fame
- 2019: postume Aufnahme in die Prometheus Award Hall of Fame

Ein an Kurt Vonneguts 77. Geburtstag entdeckter Asteroid wurde nach ihm benannt: (25399) Vonnegut. Darüber hinaus wurde 2017 ein Krater auf dem Planeten Merkur nach ihm benannt: Merkurkrater Vonnegut.